# Zbigniew Popek
Zbigniew Popek (ur. 13 lutego 1946 we Włocławku) – polski kontradmirał i magister inżynier mechanik okrętowy, morski dyplomowany oficer techniczny okrętów desantowych. W okresie od 1964 do 2003 roku służył w Marynarce Wojennej, będąc m.in. zastępcą dowódcy dywizjonu okrętów desantowych i flagowym oficerem mechanikiem 8 Flotylli Obrony Wybrzeża. Karierę zakończył na stanowisku szefa Logistyki w Dowództwie Marynarki Wojennej.

## Służba wojskowa
Zbigniew Popek urodził się 13 lutego 1946 roku we Włocławku. W latach 1964–1968 studiował na Wydziale Technicznym Wyższej Szkoły Marynarki Wojennej im. Bohaterów Westerplatte w Gdyni, uzyskując tytuł inżyniera mechanika statku morskiego. Jest także absolwentem studiów magisterskich uzupełniających na tej uczelni (lata 1976–1978). Od 1985 do 1986 roku odbył w Wyższej Szkole Marynarki Wojennej studia podyplomowe.
Na pierwsze stanowisko służbowe – oficera mechanika – skierowano go do 2 Brygady Okrętów Desantowych w Świnoujściu (8 Flotylla Obrony Wybrzeża). Następnie był dowódcą działu elektromechanicznego na okrętach desantowych. W 1978 roku został zastępcą dowódcy ds. technicznych w jednym z dywizjonów 2 Brygady Okrętów Desantowych, a w 1980 oficerem flagowym mechanikiem w 8 Flotylli Obrony Wybrzeża w Świnoujściu. W okresie od 1983 do 1994 pełnił służbę w Szefostwie Służb Technicznych i Zaopatrzenia Marynarki Wojennej, kolejno jako starszy specjalista (lata 1983–1985) i szef (lata 1986–1987) w Oddziale Eksploatacji i Remontów oraz szef Służby Techniczno-Okrętowej (lata 1987–1994). Potem wyznaczono go szefem Szefostwa Eksploatacji i Zaopatrywania Logistyki Marynarki Wojennej, a od 1995 roku był szefem Techniki Morskiej i Lotniczej – zastępcą szefa Logistyki Marynarki Wojennej. W 1998 roku został szefem Logistyki – zastępcą dowódcy Marynarki Wojennej, od 2000 roku szefem Logistyki Marynarki Wojennej. Zakończył służbę w 2003 roku.
| Awansował kolejno na stopnie oficerskie: |                                                                                      |
| - podporucznika marynarki – 1968 rok - porucznika marynarki – 1971 rok - kapitana marynarki – 1975 rok - komandora podporucznika – 1980 rok | - komandora porucznika – 1983 rok - komandora – 1987 rok - kontradmirała – 1998 rok. |

## Odznaczenia
- Krzyż Kawalerski Orderu Odrodzenia Polski (Polonia Restituta) (1999)[1]
- Złoty Krzyż Zasługi
- Złoty Medal „Siły Zbrojne w Służbie Ojczyzny”
- Srebrny Medal Siły Zbrojne w Służbie Ojczyzny
- Brązowy Medal Siły Zbrojne w Służbie Ojczyzny
- Złoty Medal „Za zasługi dla obronności kraju”